# Passionsspil
Passionsspil er et drama, der gengiver Jesus Kristus' dom, korsfæstelse og død. Især Oberammergau i Tyskland er kendt for sine passionsspil.
| Kristendom | Spire Denne artikel om kristendom er en spire som bør udbygges. Du er velkommen til at hjælpe Wikipedia ved at udvide den. |